# Daddy Yankee/Diskografie
Diese Diskografie ist eine Übersicht über die musikalischen Werke des puerto-ricanischen Latin-Pop-Sängers Daddy Yankee. Den Quellenangaben und Schallplattenauszeichnungen zufolge hat er bisher mehr als 79,2 Millionen Tonträger verkauft. Seine erfolgreichste Veröffentlichung ist die Single Despacito mit über 39,5 Millionen verkauften Einheiten. Despacito brach unterschiedliche Rekorde, darunter als erfolgreichstes spanischsprachiges Musikvideo, erfolgreichstes Lied in den lateinamerikanischen Singlecharts, auf Spotify sowie auch in den US-Billboard-Singlecharts.

## Alben

### Studioalben
| Jahr | Titel Musiklabel                                      | Höchstplatzierung, Gesamtwochen, AuszeichnungChartplatzierungen (Jahr, Titel, Musiklabel, Platzierungen, Wochen, Auszeichnungen, Anmerkungen) | Höchstplatzierung, Gesamtwochen, AuszeichnungChartplatzierungen (Jahr, Titel, Musiklabel, Platzierungen, Wochen, Auszeichnungen, Anmerkungen) | Höchstplatzierung, Gesamtwochen, AuszeichnungChartplatzierungen (Jahr, Titel, Musiklabel, Platzierungen, Wochen, Auszeichnungen, Anmerkungen) | Höchstplatzierung, Gesamtwochen, AuszeichnungChartplatzierungen (Jahr, Titel, Musiklabel, Platzierungen, Wochen, Auszeichnungen, Anmerkungen) | Höchstplatzierung, Gesamtwochen, AuszeichnungChartplatzierungen (Jahr, Titel, Musiklabel, Platzierungen, Wochen, Auszeichnungen, Anmerkungen) | Höchstplatzierung, Gesamtwochen, AuszeichnungChartplatzierungen (Jahr, Titel, Musiklabel, Platzierungen, Wochen, Auszeichnungen, Anmerkungen) | Höchstplatzierung, Gesamtwochen, AuszeichnungChartplatzierungen (Jahr, Titel, Musiklabel, Platzierungen, Wochen, Auszeichnungen, Anmerkungen) | Anmerkungen                                    |
| Jahr | Titel Musiklabel                                      | DE | AT | CH | UK | US | Latin | ES | Anmerkungen                                    |
| ---- | ----------------------------------------------------- | --- | --- | --- | --- | --- | --- | --- | ---------------------------------------------- |
| 1995 | No Mercy White Lion Records                           | — | — | — | — | — | — | — | Erstveröffentlichung: 2. April 1995 als Yankee |
| 2002 | El Cangri.com Gasolina Recording Co.                  | — | — | — | — | — | Latin43 (1 Wo.)Latin | — | Erstveröffentlichung: 20. Juni 2002            |
| 2004 | Barrio fino Gasolina Recording Co.                    | — | AT51 (4 Wo.)AT | CH28 (22 Wo.)CH | — | US26 Platin · (54 Wo.)US | Latin1 ×6Sechsfachplatin · (386 Wo.)Latin | ES26 (21 Wo.)ES | Erstveröffentlichung: 13. Juli 2004            |
| 2007 | El cartel: The Big Boss Gasolina Recording Co.        | — | — | CH52 (2 Wo.)CH | — | US9 (13 Wo.)US | Latin1 ×3Dreifachplatin · (37 Wo.)Latin | ES65 (3 Wo.)ES | Erstveröffentlichung: 5. Juni 2007             |
| 2010 | Mundial Gasolina Recording Co.                        | — | — | — | — | US29 (4 Wo.)US | Latin1 (49 Wo.)Latin | — | Erstveröffentlichung: 27. April 2010           |
| 2012 | Prestige El Cartel Records                            | — | — | CH93 (1 Wo.)CH | — | US39 (2 Wo.)US | Latin1 ×2Doppelplatin · (89 Wo.)Latin | — | Erstveröffentlichung: 11. September 2012       |
| 2013 | King Daddy El Cartel Records                          | — | — | — | — | — | Latin7 (3 Wo.)Latin | — | Erstveröffentlichung: 29. Oktober 2013         |
| 2022 | Legendaddy El Cartel Records / Republic Records (UMG) | — | — | CH17 (2 Wo.)CH | — | US8 (6 Wo.)US | Latin1 Platin · (47 Wo.)Latin | ES2 Gold · (48 Wo.)ES | Erstveröffentlichung: 24. März 2022            |

grau schraffiert: keine Chartdaten aus diesem Jahr verfügbar

### Livealben
| Jahr | Titel Musiklabel                         | Höchstplatzierung, Gesamtwochen, AuszeichnungChartplatzierungen (Jahr, Titel, Musiklabel, Platzierungen, Wochen, Auszeichnungen, Anmerkungen) | Höchstplatzierung, Gesamtwochen, AuszeichnungChartplatzierungen (Jahr, Titel, Musiklabel, Platzierungen, Wochen, Auszeichnungen, Anmerkungen) | Höchstplatzierung, Gesamtwochen, AuszeichnungChartplatzierungen (Jahr, Titel, Musiklabel, Platzierungen, Wochen, Auszeichnungen, Anmerkungen) | Höchstplatzierung, Gesamtwochen, AuszeichnungChartplatzierungen (Jahr, Titel, Musiklabel, Platzierungen, Wochen, Auszeichnungen, Anmerkungen) | Höchstplatzierung, Gesamtwochen, AuszeichnungChartplatzierungen (Jahr, Titel, Musiklabel, Platzierungen, Wochen, Auszeichnungen, Anmerkungen) | Höchstplatzierung, Gesamtwochen, AuszeichnungChartplatzierungen (Jahr, Titel, Musiklabel, Platzierungen, Wochen, Auszeichnungen, Anmerkungen) | Höchstplatzierung, Gesamtwochen, AuszeichnungChartplatzierungen (Jahr, Titel, Musiklabel, Platzierungen, Wochen, Auszeichnungen, Anmerkungen) | Anmerkungen                             |
| Jahr | Titel Musiklabel                         | DE | AT | CH | UK | US | Latin | ES | Anmerkungen                             |
| ---- | ---------------------------------------- | --- | --- | --- | --- | --- | --- | --- | --------------------------------------- |
| 2005 | Ahora le toca al cangri! Live VI Music   | — | — | — | — | US104 (2 Wo.)US | Latin3 (15 Wo.)Latin | — | Erstveröffentlichung: 15. März 2005     |
| 2005 | Barrio fino en directo El Cartel Records | — | — | — | — | US24 Gold · (38 Wo.)US | Latin1 (101 Wo.)Latin | — | Erstveröffentlichung: 13. Dezember 2005 |

### Kompilationen
| Jahr | Titel Musiklabel                      | Höchstplatzierung, Gesamtwochen, AuszeichnungChartplatzierungen (Jahr, Titel, Musiklabel, Platzierungen, Wochen, Auszeichnungen, Anmerkungen) | Höchstplatzierung, Gesamtwochen, AuszeichnungChartplatzierungen (Jahr, Titel, Musiklabel, Platzierungen, Wochen, Auszeichnungen, Anmerkungen) | Höchstplatzierung, Gesamtwochen, AuszeichnungChartplatzierungen (Jahr, Titel, Musiklabel, Platzierungen, Wochen, Auszeichnungen, Anmerkungen) | Höchstplatzierung, Gesamtwochen, AuszeichnungChartplatzierungen (Jahr, Titel, Musiklabel, Platzierungen, Wochen, Auszeichnungen, Anmerkungen) | Höchstplatzierung, Gesamtwochen, AuszeichnungChartplatzierungen (Jahr, Titel, Musiklabel, Platzierungen, Wochen, Auszeichnungen, Anmerkungen) | Höchstplatzierung, Gesamtwochen, AuszeichnungChartplatzierungen (Jahr, Titel, Musiklabel, Platzierungen, Wochen, Auszeichnungen, Anmerkungen) | Höchstplatzierung, Gesamtwochen, AuszeichnungChartplatzierungen (Jahr, Titel, Musiklabel, Platzierungen, Wochen, Auszeichnungen, Anmerkungen) | Anmerkungen                         |
| Jahr | Titel Musiklabel                      | DE | AT | CH | UK | US | Latin | ES | Anmerkungen                         |
| ---- | ------------------------------------- | --- | --- | --- | --- | --- | --- | --- | ----------------------------------- |
| 2003 | Los homerun-es Gasolina Recording Co. | — | — | — | — | US158 (1 Wo.)US | Latin7 (5 Wo.)Latin | — | Erstveröffentlichung: 29. März 2005 |

grau schraffiert: keine Chartdaten aus diesem Jahr verfügbar

### Soundtracks
| Jahr | Titel Musiklabel                         | Höchstplatzierung, Gesamtwochen, AuszeichnungChartplatzierungen (Jahr, Titel, Musiklabel, Platzierungen, Wochen, Auszeichnungen, Anmerkungen) | Höchstplatzierung, Gesamtwochen, AuszeichnungChartplatzierungen (Jahr, Titel, Musiklabel, Platzierungen, Wochen, Auszeichnungen, Anmerkungen) | Höchstplatzierung, Gesamtwochen, AuszeichnungChartplatzierungen (Jahr, Titel, Musiklabel, Platzierungen, Wochen, Auszeichnungen, Anmerkungen) | Höchstplatzierung, Gesamtwochen, AuszeichnungChartplatzierungen (Jahr, Titel, Musiklabel, Platzierungen, Wochen, Auszeichnungen, Anmerkungen) | Höchstplatzierung, Gesamtwochen, AuszeichnungChartplatzierungen (Jahr, Titel, Musiklabel, Platzierungen, Wochen, Auszeichnungen, Anmerkungen) | Höchstplatzierung, Gesamtwochen, AuszeichnungChartplatzierungen (Jahr, Titel, Musiklabel, Platzierungen, Wochen, Auszeichnungen, Anmerkungen) | Höchstplatzierung, Gesamtwochen, AuszeichnungChartplatzierungen (Jahr, Titel, Musiklabel, Platzierungen, Wochen, Auszeichnungen, Anmerkungen) | Anmerkungen                           |
| Jahr | Titel Musiklabel                         | DE | AT | CH | UK | US | Latin | ES | Anmerkungen                           |
| ---- | ---------------------------------------- | --- | --- | --- | --- | --- | --- | --- | ------------------------------------- |
| 2008 | Talento de barrio Gasolina Recording Co. | — | — | — | — | US13 (16 Wo.)US | Latin1 ×2Doppelplatin · (78 Wo.)Latin | — | Erstveröffentlichung: 12. August 2008 |

## Singles

### Als Leadmusiker
| Jahr | Titel Album                              | Höchstplatzierung, Gesamtwochen, AuszeichnungChartplatzierungen (Jahr, Titel, Album, Platzierungen, Wochen, Auszeichnungen, Anmerkungen) | Höchstplatzierung, Gesamtwochen, AuszeichnungChartplatzierungen (Jahr, Titel, Album, Platzierungen, Wochen, Auszeichnungen, Anmerkungen) | Höchstplatzierung, Gesamtwochen, AuszeichnungChartplatzierungen (Jahr, Titel, Album, Platzierungen, Wochen, Auszeichnungen, Anmerkungen) | Höchstplatzierung, Gesamtwochen, AuszeichnungChartplatzierungen (Jahr, Titel, Album, Platzierungen, Wochen, Auszeichnungen, Anmerkungen) | Höchstplatzierung, Gesamtwochen, AuszeichnungChartplatzierungen (Jahr, Titel, Album, Platzierungen, Wochen, Auszeichnungen, Anmerkungen) | Höchstplatzierung, Gesamtwochen, AuszeichnungChartplatzierungen (Jahr, Titel, Album, Platzierungen, Wochen, Auszeichnungen, Anmerkungen) | Höchstplatzierung, Gesamtwochen, AuszeichnungChartplatzierungen (Jahr, Titel, Album, Platzierungen, Wochen, Auszeichnungen, Anmerkungen) | Anmerkungen |
| Jahr | Titel Album                              | DE | AT | CH | UK | US | Latin | ES | Anmerkungen |
| --- | ---------------------------------------- | --- | --- | --- | --- | --- | --- | --- | --- |
| 2004 | Gasolina Barrio fino                     | DE7 Gold · (17 Wo.)DE | AT9 (20 Wo.)AT | CH5 (28 Wo.)CH | UK5 Platin · (11 Wo.)UK | US32 (20 Wo.)US | Latin17 ×3Dreifachdiamant + Dreifachplatin · (26 Wo.)Latin                                                                               | ES— ×2DoppelplatinES | Erstveröffentlichung: 25. Januar 2004                                                                           |
| 2004 | Lo que paso, paso Barrio fino            | — | — | CH35 (12 Wo.)CH | — | — | Latin2 (40 Wo.)Latin | ES— ×2DoppelplatinES | Erstveröffentlichung: September 2004                                                                            |
| 2005 | Like You Barrio fino                     | — | — | — | — | US78 (7 Wo.)US | — | — | Erstveröffentlichung: 9. März 2005                                                                              |
| 2005 | No me dejes solo Barrio fino             | — | — | — | — | — | Latin32 (14 Wo.)Latin | — | Erstveröffentlichung: Mai 2005 feat. Wisin & Yandel                                                             |
| 2005 | Rompe Barrio fino en directo             | DE64 (7 Wo.)DE | — | — | — | US24 Platin (Mastertone) · (28 Wo.)US | Latin1 (29 Wo.)Latin | ES— PlatinES | Erstveröffentlichung: 30. September 2005                                                                        |
| 2006 | Machucando Barrio fino en directo        | — | — | — | — | — | Latin2 (29 Wo.)Latin | — | Erstveröffentlichung: 2006                                                                                      |
| 2007 | Impacto El cartel: The Big Boss          | — | — | — | — | US56 (7 Wo.)US | Latin2 (20 Wo.)Latin | — | Erstveröffentlichung: 12. April 2007 feat. Fergie                                                               |
| 2007 | Ella me levantó El cartel: The Big Boss  | — | — | — | — | — | Latin2 (20 Wo.)Latin | ES— ×2DoppelplatinES | Erstveröffentlichung: 8. Oktober 2007                                                                           |
| 2008 | Pose Talento de barrio                   | — | — | — | — | — | Latin4 (20 Wo.)Latin | — | Erstveröffentlichung: 12. August 2008                                                                           |
| 2008 | Llamado de emergencia Talento de barrio  | — | — | — | — | — | Latin17 (20 Wo.)Latin | ES— PlatinES | Erstveröffentlichung: 23. September 2008                                                                        |
| 2009 | ¿Qué tengo que hacer? Talento de barrio  | — | — | — | — | — | Latin20 (20 Wo.)Latin | ES— PlatinES | Erstveröffentlichung: 19. Januar 2009                                                                           |
| 2009 | El ritmo no perdona (Prende) Mundial     | — | — | — | — | — | Latin47 (3 Wo.)Latin | — | Erstveröffentlichung: 1. Juli 2009                                                                              |
| 2009 | Grito mundial Mundial                    | — | — | — | — | — | Latin24 (11 Wo.)Latin | — | Erstveröffentlichung: 20. Oktober 2009                                                                          |
| 2010 | Descontrol Mundial                       | — | — | — | — | — | Latin16 (20 Wo.)Latin | — | Erstveröffentlichung: 23. Februar 2010                                                                          |
| 2010 | La despedida Mundial                     | — | — | — | — | — | Latin4 (33 Wo.)Latin | ES16 ×3Dreifachplatin · (14 Wo.)ES | Erstveröffentlichung: 4. August 2010                                                                            |
| 2011 | Ven conmigo Prestige                     | — | — | — | — | — | Latin9 (20 Wo.)Latin | ES— GoldES | Erstveröffentlichung: 19. April 2011 feat. Prince Royce                                                         |
| 2011 | Lovumba Prestige                         | — | — | CH56 (1 Wo.)CH | — | — | Latin1 (36 Wo.)Latin | ES33 Platin · (7 Wo.)ES | Erstveröffentlichung: 4. Oktober 2011                                                                           |
| 2012 | Pasarela Prestige                        | — | — | — | — | — | Latin4 (26 Wo.)Latin | ES— PlatinES | Erstveröffentlichung: 10. Juli 2012                                                                             |
| 2012 | Limbo Prestige                           | — | — | CH33 (13 Wo.)CH | — | — | Latin1 (52 Wo.)Latin | ES46 ×4Vierfachplatin · (23 Wo.)ES | Erstveröffentlichung: 27. Oktober 2012                                                                          |
| 2013 | Self Made –                              | — | — | — | — | — | — | — | Erstveröffentlichung: 8. Juni 2013 feat. French Montana                                                         |
| 2013 | La nueva y la ex King Daddy              | — | — | — | — | — | Latin9 (20 Wo.)Latin | ES— PlatinES | Erstveröffentlichung: 29. Oktober 2013                                                                          |
| 2014 | Ora por mi –                             | — | — | — | — | — | — | — | Erstveröffentlichung: 22. Juli 2014                                                                             |
| 2014 | Palabras con sentido –                   | — | — | — | — | — | — | — | Erstveröffentlichung: 1. September 2014 feat. Pinto                                                             |
| 2014 | This Is Not a Love Song –                | — | — | — | — | — | — | — | Erstveröffentlichung: 2. September 2014 feat. Duncan                                                            |
| 2014 | Experimentan la perse –                  | — | — | — | — | — | — | — | Erstveröffentlichung: 2. Dezember 2014 feat. Benny Benni, Pusho, Farruko & Gotay                                |
| 2015 | Sábado rebelde –                         | — | — | — | — | — | Latin49 (1 Wo.)Latin | — | Erstveröffentlichung: 24. Februar 2015 feat. Plan B                                                             |
| 2015 | Sígueme y te sigo –                      | — | — | — | — | — | Latin6 (25 Wo.)Latin | ES12 ×2Doppelplatin · (58 Wo.)ES | Erstveröffentlichung: 12. März 2015                                                                             |
| 2015 | Vaivén –                                 | — | — | — | — | — | Latin7 (22 Wo.)Latin | ES19 Platin · (50 Wo.)ES | Erstveröffentlichung: 18. September 2015                                                                        |
| 2016 | Not a Crime (No es ilegal) –             | — | — | — | — | — | Latin21 Platin · (20 Wo.)Latin | ES71 (19 Wo.)ES | Erstveröffentlichung: 4. März 2016 mit Play-N-Skillz                                                            |
| 2016 | Shaky Shaky –                            | — | — | — | — | US88 (2 Wo.)US | Latin1 ×2×3Doppeldiamant + Dreifachplatin · (39 Wo.)Latin                                                                                | ES25 ×2Doppelplatin · (51 Wo.)ES | Erstveröffentlichung: 8. April 2016                                                                             |
| 2017 | La rompe corazones –                     | — | — | — | — | — | Latin12 ×7Diamant + Siebenfachplatin · (26 Wo.)Latin                                                                                     | ES8 ×3Dreifachplatin · (41 Wo.)ES | Erstveröffentlichung: 20. Januar 2017 feat. Ozuna                                                               |
| 2017 | Hula Hoop –                              | — | — | — | — | — | Latin30 ×2Doppelplatin · (5 Wo.)Latin | ES70 (8 Wo.)ES | Erstveröffentlichung: 3. März 2017                                                                              |
| 2017 | La fórmula Mi movimiento                 | — | — | — | — | — | Latin23 ×3Dreifachplatin · (18 Wo.)Latin                                                                                                 | ES65 Gold · (14 Wo.)ES | Erstveröffentlichung: 15. September 2017 mit Ozuna & De La Ghetto feat. Chris Jeday                             |
| 2017 | Vuelve –                                 | — | — | — | — | — | Latin11 Diamant · (20 Wo.)Latin | ES17 ×2Doppelplatin · (27 Wo.)ES | Erstveröffentlichung: 29. September 2017 mit Bad Bunny                                                          |
| 2017 | Havana (Remix) –                         | — | — | — | — | — | — | ES— aES | Erstveröffentlichung: 12. November 2017 mit Camila Cabello                                                      |
| 2017 | El desorden –                            | — | — | — | — | — | — | — | Erstveröffentlichung: 17. November 2017 mit Ozuna & Plan B                                                      |
| 2017 | Otra cosa –                              | — | — | — | — | — | Latin21 (17 Wo.)Latin | — | Erstveröffentlichung: 8. Dezember 2017 mit Natti Natasha                                                        |
| 2018 | Dura –                                   | DE60 (16 Wo.)DE | AT71 (2 Wo.)AT | CH22 (30 Wo.)CH | — | US43 (21 Wo.)US | Latin2 ×4×3Vierfachdiamant + Dreifachplatin · (45 Wo.)Latin                                                                              | ES1 ×5Fünffachplatin · (47 Wo.)ES | Erstveröffentlichung: 18. Januar 2018                                                                           |
| 2018 | Azukita Neon Future III                  | — | — | — | — | — | Latin29 ×2Doppelplatin · (9 Wo.)Latin | ES24 ×2Doppelplatin · (26 Wo.)ES | Erstveröffentlichung: 2. Februar 2018 mit Steve Aoki, Play-N-Skillz & Elvis Crespo                              |
| 2018 | Hielo –                                  | — | — | — | — | — | Latin42 (2 Wo.)Latin | — | Erstveröffentlichung: 18. Mai 2018                                                                              |
| 2018 | Zum Zum –                                | — | — | — | — | — | Latin20 (21 Wo.)Latin | ES58 (9 Wo.)ES | Erstveröffentlichung: 15. Juni 2018 mit R.K.M. & Ken-Y & Arcángel                                               |
| 2018 | Como –                                   | — | — | — | — | — | — | — | Erstveröffentlichung: 27. Juli 2018 mit Kim Viera                                                               |
| 2018 | Como soy –                               | — | — | — | — | — | Latin39 ×4Vierfachplatin · (2 Wo.)Latin                                                                                                  | — | Erstveröffentlichung: 30. August 2018 mit Pacho El Antifeka & Bad Bunny                                         |
| 2018 | Adictiva –                               | — | — | — | — | — | Latin10 (26 Wo.)Latin | ES4 ×3Dreifachplatin · (27 Wo.)ES | Erstveröffentlichung: 9. Oktober 2018 mit Anuel AA                                                              |
| 2019 | Con Calma –                              | DE6 Platin · (34 Wo.)DE | AT7 (30 Wo.)AT | CH2 (45 Wo.)CH | UK66 Gold · (10 Wo.)UK | US22* (25 Wo.)US | Latin1* ×4Vierfachdiamant + Platin · (42 Wo.)Latin                                                                                       | ES1 ×6Sechsfachplatin · (58 Wo.)ES | Erstveröffentlichung: 25. Januar 2019 feat. Snow * Remix mit Katy Perry; Original: Snow – Informer              |
| 2019 | Soltera (Remix) –                        | — | — | — | — | US66 (17 Wo.)US | Latin3 (34 Wo.)Latin | ES1 ×5Fünffachplatin · (41 Wo.)ES | Erstveröffentlichung: 10. Mai 2019 mit Lunay & Bad Bunny                                                        |
| 2019 | Si supieras –                            | — | — | — | — | — | Latin15 ×6Sechsfachplatin · (20 Wo.)Latin                                                                                                | ES44 Platin · (9 Wo.)ES | Erstveröffentlichung: 28. Juni 2019 mit Wisin & Yandel                                                          |
| 2019 | Instagram –                              | DE29 Gold · (18 Wo.)DE | AT42 (12 Wo.)AT | CH53 Gold · (16 Wo.)CH | — | — | — | ES63 Platin · (7 Wo.)ES | Erstveröffentlichung: 5. Juli 2019 mit Dimitri Vegas & Like Mike & David Guetta feat. Afro Bros & Natti Natasha |
| 2019 | China –                                  | DE50 (9 Wo.)DE | AT67 (1 Wo.)AT | CH10 (23 Wo.)CH | — | US43 (18 Wo.)US | Latin1 Gold · (30 Wo.)Latin | ES1 ×8Achtfachplatin · (60 Wo.)ES | Erstveröffentlichung: 19. Juli 2019 mit Anuel AA & Karol G feat. J Balvin & Ozuna                               |
| 2019 | Que tire pa lante –                      | — | — | — | — | — | Latin7 ×9Neunfachplatin · (20 Wo.)Latin                                                                                                  | ES24 Platin · (17 Wo.)ES | Erstveröffentlichung: 18. Oktober 2019                                                                          |
| 2020 | Muévelo –                                | — | — | CH68 (5 Wo.)CH | — | — | Latin10 ×3Dreifachplatin · (20 Wo.)Latin                                                                                                 | ES9 ×2Doppelplatin · (26 Wo.)ES | Erstveröffentlichung: 8. Januar 2020 mit Nicky Jam                                                              |
| 2020 | Definitivamente –                        | — | — | — | — | — | Latin15 ×2Doppelplatin · (20 Wo.)Latin                                                                                                   | ES31 Gold · (8 Wo.)ES | Erstveröffentlichung: 31. Januar 2020 mit Sech                                                                  |
| 2020 | Confía 1 of 1                            | — | — | — | — | — | Latin47 (1 Wo.)Latin | ES33 (6 Wo.)ES | Erstveröffentlichung: 21. Mai 2020 mit Sech                                                                     |
| 2020 | Besame –                                 | — | — | — | — | — | Latin25 ×2Doppelplatin · (13 Wo.)Latin                                                                                                   | — | Erstveröffentlichung: 18. Juni 2020 mit Play N Skillz & Zion & Lennox                                           |
| 2020 | Relación (Remix) –                       | — | — | — | — | US64 (11 Wo.)US | Latin2 (27 Wo.)Latin | ES2 ×3Dreifachplatin · (37 Wo.)ES | Erstveröffentlichung: 4. September 2020 mit Sech, Farruko, J Balvin & Rosalía                                   |
| 2020 | Don Don –                                | — | — | — | — | — | Latin10 ×2Doppelplatin · (15 Wo.)Latin                                                                                                   | ES16 Gold · (13 Wo.)ES | Erstveröffentlichung: 11. September 2020 mit Anuel AA & Kendo Kaponi                                            |
| 2020 | De vuelta pa’ la vuelta –                | — | — | — | — | — | Latin6 (22 Wo.)Latin | ES96 Platin · (1 Wo.)ES | Erstveröffentlichung: 10. Dezember 2020 mit Marc Anthony                                                        |
| 2021 | Problema –                               | — | — | — | — | — | Latin9 ×4Vierfachplatin · (17 Wo.)Latin                                                                                                  | ES52 Gold · (14 Wo.)ES | Erstveröffentlichung: 26. Februar 2021                                                                          |
| 2021 | El pony –                                | — | — | — | — | — | Latin27 Platin · (1 Wo.)Latin | — | Erstveröffentlichung: 22. April 2021                                                                            |
| 2021 | Súbele el volumen –                      | — | — | — | — | — | — | ES62 (4 Wo.)ES | Erstveröffentlichung: 16. Juli 2021 mit Myke Towers & Jhay Cortez                                               |
| 2021 | Métele al perreo –                       | — | — | — | — | — | Latin43 Gold · (4 Wo.)Latin | — | Erstveröffentlichung: 3. September 2021                                                                         |
| 2021 | Sal y Perrea (Remix) –                   | — | — | — | — | — | Latin14 (23 Wo.)Latin | — | Erstveröffentlichung: 1. Oktober 2021 mit Sech & J Balvin                                                       |
| 2022 | Remix Legendaddy                         | — | — | — | — | — | Latin13 Platin · (19 Wo.)Latin | ES38 (1 Wo.)ES | Erstveröffentlichung: 24. März 2022                                                                             |
| 2022 | X Última Vez Legendaddy                  | — | — | — | — | US73 (3 Wo.)US | Latin5 ×3Dreifachplatin · (20 Wo.)Latin                                                                                                  | ES17 Gold · (10 Wo.)ES | Erstveröffentlichung: 6. April 2022 feat. Bad Bunny                                                             |
| 2022 | Mayor Que Usted Nasty Singles            | — | — | — | — | — | Latin29 Platin · (19 Wo.)Latin | ES— GoldES | Erstveröffentlichung: 16. Juni 2022 mit Natti Natasha & Wisin & Yandel                                          |
| 2023 | La Hora y El Día –                       | — | — | — | — | — | Latin44 (1 Wo.)Latin | ES85 (2 Wo.)ES | Erstveröffentlichung: 16. Februar 2023 mit Justin Quiles & Dalex                                                |
| 2023 | Yankee 150 –                             | — | — | — | — | — | Latin33 ×2Doppelplatin · (2 Wo.)Latin | ES45 Gold · (6 Wo.)ES | Erstveröffentlichung: 16. Juni 2023 mit Yandel & Feid                                                           |
| 2024 | Donante de Sangre –                      | — | — | — | — | — | — | — | Erstveröffentlichung: 29. März 2024                                                                             |
| Folgende Lieder erschienen nicht als Single, wurden aber durch das Album zum Download und Streaming bereitgestellt und konnten somit eine Platzierung erlangen: |                                          | | | | | | | | |
| |                                          | | | | | | | | |
| 2005 | Mírame Mas flow 2                        | — | — | — | — | — | Latin34 (5 Wo.)Latin | — | mit Deevani |
| 2005 | Intro / Sácala (Intro) Mi vida … My Life | — | — | — | — | — | Latin36 (3 Wo.)Latin | — | mit Héctor el Father, Don Omar, Daddy Yankee, Naldo & Tego Calderon                                             |
| 2006 | Tu príncipe Barrio fino                  | — | — | — | — | — | Latin35 (2 Wo.)Latin | ES— GoldES | feat. Zion & Lennox                                                                                             |
| 2013 | La máquina de baile Prestige             | — | — | — | — | — | Latin42 (7 Wo.)Latin | — | |
| 2013 | El amante Prestige                       | — | — | — | — | — | Latin40 (15 Wo.)Latin | — | feat. J Álvarez                                                                                                 |
| 2013 | La noche de los 2 Prestige               | — | — | — | — | — | Latin19 (17 Wo.)Latin | — | feat. Natalia Jiménez                                                                                           |
| 2022 | Rumbatón Legendaddy                      | — | — | — | — | — | Latin19 (13 Wo.)Latin | ES11 ×2Doppelplatin · (25 Wo.)ES | |
| 2022 | Pasatiempo Legendaddy                    | — | — | — | — | — | Latin28 (1 Wo.)Latin | ES28 Gold · (3 Wo.)ES | feat. Myke Towers                                                                                               |
| 2022 | Para siempre Legendaddy                  | — | — | — | — | — | Latin24 (1 Wo.)Latin | ES40 (1 Wo.)ES | feat. Sech |
| 2022 | Agua Legendaddy                          | — | — | — | — | — | Latin21 (1 Wo.)Latin | ES52 (1 Wo.)ES | feat. Rauw Alejandro & Nile Rodgers                                                                             |
| 2022 | Hot Legendaddy                           | — | — | — | — | — | Latin23 (3 Wo.)Latin | ES61 (1 Wo.)ES | feat. Pitbull                                                                                                   |
| 2022 | Zona del perreo Legendaddy               | — | — | — | — | — | Latin32 (1 Wo.)Latin | ES73 (1 Wo.)ES | feat. Natti Natasha & Becky G                                                                                   |
| 2022 | Bombón Legendaddy                        | — | — | — | — | — | Latin33 (1 Wo.)Latin | ES88 Gold · (1 Wo.)ES | feat. El Alfa & Lil Jon                                                                                         |
| 2022 | Campeón Legendaddy                       | — | — | — | — | — | Latin39 (1 Wo.)Latin | ES90 (1 Wo.)ES | |
| 2022 | El abusador del abusador Legendaddy      | — | — | — | — | — | Latin45 (1 Wo.)Latin | ES94 (1 Wo.)ES | |
| 2022 | Uno quitao y otro puesto Legendaddy      | — | — | — | — | — | Latin38 (1 Wo.)Latin | ES97 (1 Wo.)ES | |

Weitere Singles
- 1993: Donde mi no vengas
- 1995: No problema
- 1995: Que bien te vez
- 1996: Yo nunca me quedo atras
- 1996: Nunca lo olviden
- 1996: Usa la uzi
- 1996: Estan locos
- 1996: Suena
- 1996: Funeral (feat. Mexicano)
- 1996: Camouflage (feat. Mexicano)
- 1997: The Prophecy (feat. Nas)
- 1998: Cara de payaso
- 1999: Camouflage (Remix)
- 1999: Todas las yales
- 2001: En la cama (mit Nicky Jam, ES: Gold)
- 2001: Cuando y donde
- 2001: Yo sé que a ti te gusta
- 2001: G – String (feat. DJ Blass)
- 2002: Latigazo
- 2003: Segurosqui
- 2003: Peligro
- 2003: Cójela que va sin jockey
- 2004: Son las 12
- 2004: Warriors (Remix)
- 2004: Machete
- 2004: Aquí está tu caldo
- 2004: King Daddy
- 2004: Skit
- 2004: Santifica tus escapularios
- 2004: Corazones
- 2004: El empuje
- 2004: Dale caliente
- 2005: Rah Rah (feat. Pitbull & Elephant Man)
- 2005: Quitate tu pa ponerme yo
- 2005: Donde hubo fuego
- 2005: Taladro
- 2005: Gangsta Zone (feat. Snoop Dogg)
- 2005: Machete Reloaded (feat. Paul Wall)
- 2005: Como dice que dijo
- 2005: Mamacita (feat. Pharrell Williams)
- 2005: Sentirte (mit DJ Blass)
- 2005: El truco
- 2005: Si esta ready
- 2005: Sabor a melao (feat. Andy Montañez)
- 2006: Corazones
- 2006: Calibre de mas poder
- 2006: Latigazo
- 2006: Gata gangster (feat. Don Omar)
- 2006: Si tu dices (mit Las Guanabanas)
- 2006: Puerto Rico te la dedico (mit Yaviah & Mr Notty)
- 2007: Cambio
- 2007: Caliente
- 2007: Bailando (feat. Jowell y Randy)
- 2007: Bring It On (feat. Akon)
- 2007: Dimelo
- 2007: El jefe
- 2007: Mejor que tu ex
- 2007: La fuga
- 2007: Fiel amiga
- 2007: Who’s Your Daddy
- 2007: Lo nuestro se fue (feat. Ivy Queen, Wisin & Alex Rivera)
- 2008: Lean Back (Remix; mit Tempo, Fat Joe, Héctor el Father, Polaco, Mr Notty & Tego Calderón)
- 2008: Controlando el area (feat. Bounty Killer)
- 2008: Mirama (feat. Devani)
- 2008: Si te vas (mit Omega)
- 2008: Infinito
- 2008: Guerra paz
- 2008: Pasión
- 2008: Kandela
- 2008: Come y vete
- 2008: Oasis
- 2008: Soy lo que soy
- 2008: Somos de calle
- 2008: Suelta
- 2008: Pa kum pa
- 2008: Temblor
- 2008: Pa la calle
- 2010: Daria
- 2010: Viejas andadas
- 2010: Yankee’s Pariseo Mix
- 2010: Qué es la que hay
- 2010: El mejor de todos los tiempos
- 2010: Pata boom (feat. Jory)
- 2010: El mas duro
- 2010: La señal
- 2010: Vida en la noche
- 2010: Rumba y candela
- 2010: El más duro
- 2010: Me enteré (feat. Tito El Bambino)
- 2010: La señal
- 2010: Campeo a mi manera
- 2010: Somos el mundo
- 2010: Mintiendo con la verdad
- 2012: Lovumba elements
- 2012: Llegamos a la disco
- 2012: Perros salvajes (ES: Gold)
- 2012: Baby (feat. Randy)
- 2012: After Party (feat. De La Ghetto)
- 2012: BPM
- 2012: Soldados (feat. Ñengo Flow & Barrington Levy)
- 2012: 6 de enero
- 2012: Comienza el bellaqueo
- 2012: Lose Control (feat. Emelee)
- 2012: La calle moderna
- 2012: Po’ encima
- 2012: Que bien te vez
- 2012: Abuso oficial
- 2012: Switchea
- 2012: Estas loco
- 2012: Donde mi no vengas (feat. Playero)
- 2012: Funeral (feat. Playero)
- 2012: No te canses (feat. Playero)
- 2012: Sigue brincando
- 2012: Miss Show
- 2012: Pon T loca
- 2012: Ya va sonando
- 2012: Yamilette
- 2012: Forma de bailar (feat. Bimbo)
- 2013: I’m the Boss
- 2013: Mucha soltura (feat. Jowell & Randy)
- 2013: Muevete y perrea
- 2013: Quiero sentirte (feat. Jenny La Sexy Voz)
- 2013: Déjala caer
- 2013: Quieren
- 2013: Nada ha cambiado (feat. Divino)
- 2013: Mil problemas
- 2013: Suena boom
- 2013: La rompe carros
- 2013: Llégale (mit Gotay)
- 2014: Esto es / Sin libreta (feat. Mr Notty)
- 2014: Igual que ayer (feat. Wida Lopez)
- 2014: Casería de nenotas (Remix) (feat. Tito El Bambino, Amaro, Pinto, Pusho, Clandestino, Yailem & Plan B)
- 2014: Que se mueran de envidia (mit Paramba, ES: Gold)

### Als Gastmusiker
| Jahr | Titel Album                                              | Höchstplatzierung, Gesamtwochen, AuszeichnungChartplatzierungen (Jahr, Titel, Album, Platzierungen, Wochen, Auszeichnungen, Anmerkungen) | Höchstplatzierung, Gesamtwochen, AuszeichnungChartplatzierungen (Jahr, Titel, Album, Platzierungen, Wochen, Auszeichnungen, Anmerkungen) | Höchstplatzierung, Gesamtwochen, AuszeichnungChartplatzierungen (Jahr, Titel, Album, Platzierungen, Wochen, Auszeichnungen, Anmerkungen) | Höchstplatzierung, Gesamtwochen, AuszeichnungChartplatzierungen (Jahr, Titel, Album, Platzierungen, Wochen, Auszeichnungen, Anmerkungen) | Höchstplatzierung, Gesamtwochen, AuszeichnungChartplatzierungen (Jahr, Titel, Album, Platzierungen, Wochen, Auszeichnungen, Anmerkungen) | Höchstplatzierung, Gesamtwochen, AuszeichnungChartplatzierungen (Jahr, Titel, Album, Platzierungen, Wochen, Auszeichnungen, Anmerkungen) | Höchstplatzierung, Gesamtwochen, AuszeichnungChartplatzierungen (Jahr, Titel, Album, Platzierungen, Wochen, Auszeichnungen, Anmerkungen) | Anmerkungen |
| Jahr | Titel Album                                              | DE | AT | CH | UK | US | Latin | ES | Anmerkungen |
| --- | -------------------------------------------------------- | --- | --- | --- | --- | --- | --- | --- | --- |
| 2004 | Oye mi canto N.O.R.E. y la Familia…Ya tú sabe            | — | — | — | — | US12 Gold · (22 Wo.)US | Latin22 (24 Wo.)Latin | — | Erstveröffentlichung: 5. Oktober 2004 N.O.R.E. feat. Daddy Yankee, Nina Sky, Big Mato & Gem Star                                                              |
| 2005 | Mayor que yo Mas flow 2                                  | — | — | — | — | — | Latin3 (46 Wo.)Latin | — | Erstveröffentlichung: 8. Februar 2005 Luny Tunes feat. Baby Ranks, Daddy Yankee, Tony Tun Tun, Wisin & Yandel & Héctor el Father                              |
| 2006 | Noche de entierro (nuestro amor) Mas flow: Los Benjamins | — | — | — | — | — | Latin6 (20 Wo.)Latin | ES— GoldES | Erstveröffentlichung: Oktober 2006 Luny Tunes feat. Tainy, Wisin & Yandel, Daddy Yankee, Héctor el Father, Zion & Tony Tun Tun                                |
| 2013 | More Than Friends Party Never Ends                       | — | — | — | — | — | — | ES7 Gold · (25 Wo.)ES | Erstveröffentlichung: 23. Januar 2013 Inna feat. Daddy Yankee                                                                                                 |
| 2014 | Moviendo caderas De líder a leyenda                      | — | — | — | — | — | Latin10 ×6Sechsfachplatin · (20 Wo.)Latin                                                                                                | ES27 ×2Doppelplatin + Gold (Streaming) · (18 Wo.)ES                                                                                      | Erstveröffentlichung: 10. Februar 2014 Yandel feat. Daddy Yankee                                                                                              |
| 2014 | Tremenda sata (Remix) –                                  | — | — | — | — | — | — | — | Erstveröffentlichung: 2. September 2014 DJ Luian feat. Daddy Yankee, Nicky Jam, Arcángel, De La Ghetto & Plan B                                               |
| 2014 | La calle me hizo –                                       | — | — | — | — | — | — | — | Erstveröffentlichung: 21. Dezember 2014 Benny Benni feat. Daddy Yankee, Nicky Jam, Farruko, Ñejo, J Alvarez, Gotay "El Autentiko, Baby Rasta & Cosculluela    |
| 2015 | Nota de amor Los vaqueros: La trilogia                   | — | — | — | — | — | Latin5 ×5Fünffachplatin · (22 Wo.)Latin                                                                                                  | ES76 Gold · (21 Wo.)ES | Erstveröffentlichung: 3. Februar 2015 Wisin & Carlos Vives feat. Daddy Yankee                                                                                 |
| 2015 | Imaginándote El líder                                    | — | — | — | — | — | Latin25 Platin · (15 Wo.)Latin | ES68 Gold · (20 Wo.)ES | Erstveröffentlichung: 8. Februar 2015 Reykon feat. Daddy Yankee                                                                                               |
| 2015 | We Wanna Alesta                                          | — | — | — | — | — | — | ES83 (3 Wo.)ES | Erstveröffentlichung: 8. Juni 2015 Alexandra Stan & Inna feat. Daddy Yankee                                                                                   |
| 2015 | Tumba la casa (Remix) –                                  | — | — | — | — | — | — | — | Erstveröffentlichung: 15. August 2015 Alexio La Bestia feat. Daddy Yankee, Farruko, Nicky Jam, De La Ghetto, Ñengo Flow, Arcángel & Zion                      |
| 2015 | Fronteamos porque podemos –                              | — | — | — | — | — | Latin— PlatinLatin | — | Erstveröffentlichung: 28. August 2015 De La Ghetto feat. Yandel, Ñengo Flow & Daddy Yankee                                                                    |
| 2015 | Estas aquí Mi Historia                                   | — | — | — | — | — | — | — | Erstveröffentlichung: 12. September 2015 DJ Nelson feat. Daddy Yankee, Nicky Jam, Zion & J Alvarez                                                            |
| 2015 | Mayor que yo 3 Mas Flow 3                                | — | — | — | — | — | Latin20 (20 Wo.)Latin | ES15 ×3Dreifachplatin · (48 Wo.)ES | Erstveröffentlichung: 22. Oktober 2015 Luny Tunes feat. Daddy Yankee, Wisin, Don Omar & Yandel                                                                |
| 2016 | Andas en mi cabeza –                                     | — | — | — | — | — | Latin6 ×5Diamant + Fünffachplatin · (26 Wo.)Latin                                                                                        | ES14 ×4Vierfachplatin · (80 Wo.)ES | Erstveröffentlichung: 19. Februar 2016 Chino & Nacho feat. Daddy Yankee                                                                                       |
| 2016 | No quiere enamorarse (Remix) –                           | — | — | — | — | — | Latin35 (21 Wo.)Latin | ES— GoldES | Erstveröffentlichung: 24. März 2016 Ozuna feat. Daddy Yankee                                                                                                  |
| 2016 | A donde voy Blanco perla                                 | — | — | — | — | — | Latin27 Platin · (20 Wo.)Latin | ES45 Platin · (27 Wo.)ES | Erstveröffentlichung: 13. Mai 2016 Cosculluela feat. Daddy Yankee                                                                                             |
| 2016 | Tú y yo –                                                | — | — | — | — | — | Latin41 (9 Wo.)Latin | — | Erstveröffentlichung: 30. September 2016 Tommy Torres feat. Daddy Yankee                                                                                      |
| 2016 | Gyal You a Party Animal (Remix) –                        | — | — | — | — | — | — | — | Erstveröffentlichung: 12. Oktober 2016 Charly Black feat. Daddy Yankee                                                                                        |
| 2016 | Sola (Remix) –                                           | — | — | — | — | — | Latin34 ×7Siebenfachplatin · (20 Wo.)Latin                                                                                               | ES— ×2DoppelplatinES | Erstveröffentlichung: 2. Dezember 2016 Anuel AA feat. Daddy Yankee, Wisin, Farruko & Zion y Lennox                                                            |
| 2017 | Despacito Vida                                           | DE1 ×9Neunfachgold · (83 Wo.)DE | AT1 ×2Doppelplatin · (74 Wo.)AT | CH1 Platin · (103 Wo.)CH | UK1* ×7Siebenfachplatin · (74 Wo.)UK | US1* ×3Diamant + Dreifachplatin · (52 Wo.)US                                                                                             | Latin1* ×5Fünffachdiamant + Fünffachplatin · (110 Wo.)Latin                                                                              | ES1 ×1313-fach-Platin · (79 Wo.)ES | Erstveröffentlichung: 13. Januar 2017 mit Luis Fonsi; * Remix mit Justin Bieber; Verkäufe: + 39.553.333                                                       |
| 2017 | La ocasión (Remix) –                                     | — | — | — | — | — | Latin— ×4VierfachplatinLatin | — | Erstveröffentlichung: 8. Februar 2017 DJ Luian & Mambo Kingz feat. De La Ghetto, Ozuna, Arcángel, Anuel AA, Daddy Yankee, Nicky Jam, Farruko, J Balvin & Zion |
| 2017 | Bébé (Remix) –                                           | — | — | — | — | — | — | ES100 (1 Wo.)ES | Erstveröffentlichung: 4. Mai 2017 Brytiago feat. Nicky Jam & Daddy Yankee                                                                                     |
| 2017 | El combo me llama (Remix) –                              | — | — | — | — | — | — | — | Erstveröffentlichung: 22. Mai 2017 Benny Benni & Pusho feat. Daddy Yankee, Cosculluela, D.OZi, Farruko & El Sica                                              |
| 2017 | Tú no metes cabra (Remix) –                              | — | — | — | — | — | Latin— PlatinLatin | — | Erstveröffentlichung: 25. Oktober 2017 Bad Bunny feat. Daddy Yankee, Anuel AA & Cosculluela                                                                   |
| 2017 | Boom Boom –                                              | — | — | CH90 (1 Wo.)CH | — | — | Latin24 (1 Wo.)Latin | — | Erstveröffentlichung: 27. Oktober 2017 RedOne feat. Daddy Yankee, French Montana & Dinah Jane                                                                 |
| 2017 | Bella y sensual Golden                                   | — | — | — | — | US95 (1 Wo.)US | Latin6 ×6Sechsfachplatin · (26 Wo.)Latin                                                                                                 | ES30 ×3Dreifachplatin · (37 Wo.)ES | Erstveröffentlichung: 27. Oktober 2017 Romeo Santos feat. Nicky Jam & Daddy Yankee                                                                            |
| 2017 | Todo comienza en la disco Victory                        | — | — | — | — | — | Latin16 (20 Wo.)Latin | ES72 Gold · (15 Wo.)ES | Erstveröffentlichung: 1. Dezember 2017 Wisin feat. Daddy Yankee & Yandel                                                                                      |
| 2018 | El combo me llama 2 –                                    | — | — | — | — | — | — | — | Erstveröffentlichung: 29. Januar 2018 Benny Benni & Pusho feat. Daddy Yankee, Bad Bunny, Farruko, Noriel & Miky Woodz                                         |
| 2018 | Made for Now –                                           | — | — | — | — | US88 (1 Wo.)US | — | — | Erstveröffentlichung: 17. August 2018 Janet Jackson feat. Daddy Yankee                                                                                        |
| 2018 | Asesina (Remix) –                                        | — | — | — | — | — | Latin7 ×4Vierfachplatin · (29 Wo.)Latin                                                                                                  | — | Erstveröffentlichung: 7. November 2018 Brytiago & Darell feat. Daddy Yankee, Ozuna & Anuel AA                                                                 |
| 2019 | No lo trates Libertad 548                                | — | — | CH74 (1 Wo.)CH | — | — | Latin15 Diamant + Platin · (26 Wo.)Latin                                                                                                 | ES60 Gold · (9 Wo.)ES | Erstveröffentlichung: 19. April 2019 Pitbull feat. Daddy Yankee & Natti Natasha                                                                               |
| 2019 | Baila baila baila (Remix) –                              | — | — | — | — | US69 (9 Wo.)US | Latin3 (30 Wo.)Latin | ES— ×2DoppelplatinES | Erstveröffentlichung: 25. April 2019 Ozuna feat. Daddy Yankee, Anuel AA, J Balvin & Farruko                                                                   |
| 2019 | Runaway Dharma                                           | — | — | CH96 (1 Wo.)CH | — | — | Latin12 ×7Siebenfachplatin · (17 Wo.)Latin                                                                                               | ES29 Platin · (14 Wo.)ES | Erstveröffentlichung: 21. Juni 2019 Sebastián Yatra feat. Daddy Yankee, Jonas Brothers & Natti Natasha                                                        |
| 2020 | Pam La Última Promesa                                    | — | — | — | — | — | Latin14 ×5Fünffachplatin · (20 Wo.)Latin                                                                                                 | ES1 ×3Dreifachplatin · (24 Wo.)ES | Erstveröffentlichung: 1. Mai 2020 Justin Quiles feat. Daddy Yankee & El Alfa                                                                                  |
| 2021 | Tata (Remix) –                                           | — | — | — | — | — | Latin50 (1 Wo.)Latin | — | Erstveröffentlichung: 29. Juli 2021 Eladio Carrión feat. J Balvin, Daddy Yankee & Bobby Shmurda                                                               |
| 2022 | Estrellita de Madrugada –                                | — | — | — | — | — | — | ES— PlatinES | Erstveröffentlichung: 26. August 2022 Omega & Roberto Ferrante feat. Daddy Yankee                                                                             |
| 2022 | Ulala La vida es una                                     | — | — | — | — | — | Latin33 ×2Doppelplatin · (14 Wo.)Latin                                                                                                   | ES19 ×2Doppelplatin · (22 Wo.)ES | Erstveröffentlichung: 24. November 2022 Myke Towers feat. Daddy Yankee                                                                                        |
| 2023 | Panties y Brasieres Saturno                              | — | — | — | — | — | Latin24 ×4Vierfachplatin · (14 Wo.)Latin                                                                                                 | ES24 Platin · (15 Wo.)ES | Erstveröffentlichung: 26. Januar 2023 Rauw Alejandro feat. Daddy Yankee                                                                                       |
| 2023 | Bailar contigo Elevation                                 | — | — | — | — | — | — | — | Erstveröffentlichung: 16. Juni 2023 The Black Eyed Peas feat. Daddy Yankee                                                                                    |
| Folgende Lieder erschienen nicht als Single, wurden aber durch das Album zum Download und Streaming bereitgestellt und konnten somit eine Platzierung erlangen: |                                                          | | | | | | | | |
| |                                                          | | | | | | | | |
| 2006 | Se le ve Salsatón: Salsa con Reggaetón                   | — | — | — | — | — | Latin43 (1 Wo.)Latin | — | Andy Montañez feat. Daddy Yankee |
| 2006 | Paleta Pa’l mundo                                        | — | — | — | — | — | Latin31 (2 Wo.)Latin | — | Wisin & Yandel feat. Daddy Yankee |
| 2006 | Mía Top of the Line                                      | — | — | — | — | — | Latin12 (17 Wo.)Latin | — | Tito El Bambino feat. Daddy Yankee |
| 2010 | Rescate Perreología                                      | — | — | — | — | — | Latin28 (16 Wo.)Latin | — | Alexis & Fido feat. Daddy Yankee |
| 2016 | Pierde los modales Energía                               | — | — | — | — | — | — | ES62 Gold · (20 Wo.)ES | J Balvin feat. Daddy Yankee |
| 2018 | No se da cuenta Enoc                                     | — | — | — | — | — | Latin35 (1 Wo.)Latin | ES69 Gold · (7 Wo.)ES | Ozuna feat. Daddy Yankee |
| 2020 | La santa YHLQMDLG                                        | — | — | — | — | US53 (2 Wo.)US | Latin6 ×2Diamant + Doppelplatin · (20 Wo.)Latin                                                                                          | ES7 ×3Dreifachplatin · (12 Wo.)ES | Charteinstieg: 14. März 2020 Bad Bunny feat. Daddy Yankee |
| 2022 | Yo voy Motivando a la Yal                                | DE— bDE | — | CH65 (9 Wo.)CH | — | — | Latin12 (27 Wo.)Latin | ES— PlatinES | Zion & Lennox feat. Daddy Yankee |
| 2023 | La Baby Data                                             | — | — | — | — | — | Latin47 (1 Wo.)Latin | ES36 Gold · (3 Wo.)ES | Tainy feat. Daddy Yankee, Feid & Sech |

Weitere Gastbeiträge
- 2004: Los 12 discípulos (mit Eddie Dee, Gallego, Vico C, Tego Calderón, Voltio, Ivy Queen, Zion & Lennox, Nicky Jam, Johnny Prez & Wiso G)
- 2004: Saoco (mit Wisin)
- 2005: Drop It on Me (mit Ricky Martin & Taboo)
- 2005: Pa romper la disco (mit Tommy Viera)
- 2010: Cuidao au au (Remix; mit Cosculluela feat. Alexis & Fido)
- 2010: La la la (Remix; mit Baby Rasta y Gringo)
- 2010: Señorita (mit Reykon)
- 2012: Hipnotizame (Remix; mit Wisin & Yandel)
- 2012: Guaya (mit Arcángel)
- 2013: Adicto al dinero fácil (mit Tempo & Pinto)

## Autorenbeteiligungen (Auswahl)
| Jahr | Titel Interpretation                    | Höchstplatzierung, Gesamtwochen, AuszeichnungChartplatzierungen (Jahr, Titel, Interpretation, Platzierungen, Wochen, Auszeichnungen, Anmerkungen) | Höchstplatzierung, Gesamtwochen, AuszeichnungChartplatzierungen (Jahr, Titel, Interpretation, Platzierungen, Wochen, Auszeichnungen, Anmerkungen) | Höchstplatzierung, Gesamtwochen, AuszeichnungChartplatzierungen (Jahr, Titel, Interpretation, Platzierungen, Wochen, Auszeichnungen, Anmerkungen) | Höchstplatzierung, Gesamtwochen, AuszeichnungChartplatzierungen (Jahr, Titel, Interpretation, Platzierungen, Wochen, Auszeichnungen, Anmerkungen) | Höchstplatzierung, Gesamtwochen, AuszeichnungChartplatzierungen (Jahr, Titel, Interpretation, Platzierungen, Wochen, Auszeichnungen, Anmerkungen) | Höchstplatzierung, Gesamtwochen, AuszeichnungChartplatzierungen (Jahr, Titel, Interpretation, Platzierungen, Wochen, Auszeichnungen, Anmerkungen) | Höchstplatzierung, Gesamtwochen, AuszeichnungChartplatzierungen (Jahr, Titel, Interpretation, Platzierungen, Wochen, Auszeichnungen, Anmerkungen) | Anmerkungen                                              |
| Jahr | Titel Interpretation                    | DE | AT | CH | UK | US | Latin | ES | Anmerkungen                                              |
| ---- | --------------------------------------- | --- | --- | --- | --- | --- | --- | --- | -------------------------------------------------------- |
| 2021 | Ram pam pam Natti Natasha feat. Becky G | — | — | — | — | — | Latin12 ×4Vierfachplatin · (20 Wo.)Latin | ES16 ×2Doppelplatin · (25 Wo.)ES | Erstveröffentlichung: 20. April 2021 Verkäufe: + 640.000 |

## Sonderveröffentlichungen
Gastbeiträge
- 2009: Yo tengo una gata (Zion & Lennox feat. Daddy Yankee, Plan B, Arcángel, Angel Doze, Jadiel, Alexis & De La Ghetto)
- 2013: Quien tiene mas flow (Jowell y Randy feat. Daddy Yankee & De La Ghetto)

## Statistik

### Chartauswertung
|                     | DE    | AT    | CH    | UK    | US    | Latin        | ES    |
| ------------------- | ----- | ----- | ----- | ----- | ----- | ------------ | ----- |
| Nummer-eins-Alben   | DE—DE | AT—AT | CH—CH | UK—UK | US—US | Latin7Latin  | ES—ES |
| Top-10-Alben        | DE—DE | AT—AT | CH—CH | UK—UK | US2US | Latin10Latin | ES1ES |
| Alben in den Charts | DE—DE | AT1AT | CH4CH | UK—UK | US9US | Latin11Latin | ES3ES |

|                       | DE    | AT    | CH     | UK    | US     | Latin        | ES     |
| --------------------- | ----- | ----- | ------ | ----- | ------ | ------------ | ------ |
| Nummer-eins-Singles   | DE1DE | AT1AT | CH1CH  | UK1UK | US1US  | Latin8Latin  | ES5ES  |
| Top-10-Singles        | DE3DE | AT3AT | CH4CH  | UK2UK | US1US  | Latin32Latin | ES9ES  |
| Singles in den Charts | DE7DE | AT6AT | CH12CH | UK3UK | US17US | Latin94Latin | ES59ES |

### Auszeichnungen für Musikverkäufe
| Land/RegionAuszeichnungen für Musikverkäufe (Land/Region, Auszeichnungen, Verkäufe, Quellen) | Gold       | Platin         | Diamant       | Verkäufe   | Quellen              |
| -------------------------------------------------------------------------------------------- | ---------- | -------------- | ------------- | ---------- | -------------------- |
| Argentinien (CAPIF)                                                                          | 3× Gold3   | 6× Platin6     | —             | 240.000    | capif.org.ar         |
| Australien (ARIA)                                                                            | —          | 11× Platin11   | —             | 770.000    | aria.com.au          |
| Belgien (BRMA)                                                                               | —          | 8× Platin8     | —             | 270.000    | ultratop.be          |
| Brasilien (PMB)                                                                              | 2× Gold2   | 5× Platin5     | 18× Diamant18 | 3.140.000  | pro-musicabr.org.br  |
| Chile (IFPI)                                                                                 | 4× Gold4   | 8× Platin8     | Diamant1      | 1.325.000  | profovi.cl           |
| Dänemark (IFPI)                                                                              | Gold1      | 8× Platin8     | —             | 765.000    | ifpi.dk              |
| Deutschland (BVMI)                                                                           | 4× Gold4   | 5× Platin5     | —             | 2.750.000  | musikindustrie.de    |
| Ecuador (SOPROFON)                                                                           | —          | 3× Platin3     | Diamant1      | 78.000     | Einzelnachweise      |
| Finnland (IFPI)                                                                              | —          | 4× Platin4     | —             | 160.000    | Einzelnachweise      |
| Frankreich (SNEP)                                                                            | 3× Gold3   | Platin1        | 2× Diamant2   | 1.066.666  | snepmusique.com      |
| Griechenland (IFPI)                                                                          | Gold1      | —              | —             | 10.000     | Einzelnachweise      |
| Italien (FIMI)                                                                               | 10× Gold10 | 15× Platin15   | Diamant1      | 1.745.000  | fimi.it              |
| Japan (RIAJ)                                                                                 | 2× Gold2   | —              | —             | 100.000    | riaj.or.jp JP2       |
| Kanada (MC)                                                                                  | Gold1      | 4× Platin4     | Diamant1      | 1.160.000  | musiccanada.com      |
| Kolumbien (ASINCOL)                                                                          | 4× Gold4   | 6× Platin6     | —             | 110.000    | Einzelnachweise      |
| Mexiko (AMPROFON)                                                                            | 11× Gold11 | 28× Platin28   | 21× Diamant21 | 8.870.000  | amprofon.com.mx      |
| Neuseeland (RMNZ)                                                                            | Gold1      | 5× Platin5     | —             | 165.000    | radioscope.co.nz     |
| Norwegen (IFPI)                                                                              | —          | 15× Platin15   | —             | 350.000    | ifpi.no              |
| Österreich (IFPI)                                                                            | —          | 2× Platin2     | —             | 60.000     | ifpi.at              |
| Peru (UNIMPRO)                                                                               | —          | 4× Platin4     | Diamant1      | 84.000     | Einzelnachweise      |
| Polen (ZPAV)                                                                                 | Gold1      | 3× Platin3     | 2× Diamant2   | 285.000    | olis.pl              |
| Portugal (AFP)                                                                               | Gold1      | 9× Platin9     | —             | 95.000     | Einzelnachweise      |
| Schweden (IFPI)                                                                              | Gold1      | 14× Platin14   | —             | 1.160.000  | sverigetopplistan.se |
| Schweiz (IFPI)                                                                               | Gold1      | Platin1        | —             | 30.000     | hitparade.ch         |
| Spanien (Promusicae)                                                                         | 29× Gold29 | 118× Platin118 | —             | 6.970.000  | elportaldemusica.es  |
| Venezuela (APFV)                                                                             | Gold1      | —              | —             | 5.000      | Einzelnachweise      |
| Vereinigte Staaten (RIAA)                                                                    | 4× Gold4   | 168× Platin168 | 33× Diamant33 | 44.989.000 | riaa.com             |
| Vereinigtes Königreich (BPI)                                                                 | Gold1      | 8× Platin8     | —             | 5.200.000  | bpi.co.uk            |
| Zentralamerika (CFC)                                                                         | —          | 2× Platin2     | —             | 140.000    | cfc-musica.com       |
| Insgesamt                                                                                    | 86× Gold86 | 461× Platin461 | 81× Diamant81 |            |                      |